# Klubi Futbollistik Ulpiana
La Kf Ulpiana è una società calcistica kosovara con sede nella città di Lipjan. Fondata nel 1960 milita nella Liga e Dytë (Liga 2), la terza divisione del campionato kosovaro di calcio, dopo essere retrocessa l'anno precedente dalla Liga e Parë Nel 2008-2009 partecipò alla massima serie, venendo però retrocessa in Liga e Parë terminando il campionato in dodicesima posizione (su 16 partecipanti).